# Деалбанизација
Деалбанизација (алб: de-shqiptarizim) је термин који се у историографском и политичком дискурсу користи као процес денационализације Албанаца који је покренула Краљевина Србија.  Процес се наставио до 1918. године и усвојила га је Краљевина Срба, Хрвата и Словенаца против албанског становништва Косова између 1918. и 1938. године. Краљевина СХС пружала је отпор качачком покрету и користила српско-црногорске колонизаторе у покушају да „деалбанизује” крајеве насељене Албанцима. Постоји процес интеграције међу албанским имигрантима у Грчкој који би се можда могао назвати 'деалбанизацијом'.
Током распада Југославије, тај термин је поново ушао у политички дискурс. Године 1989. Ругова се успротивила "деалбанизацији" Косова , који је постао нереалан циљ после рата на Косову, уступио је место прагматичнијем, са становишта Србије, позиву на федерализацију (политички покушај очувања косовских Албанаца у саставу Србије са широком аутономијом) широм политичког спектра.
У албанској историографији термин се такође користи за означавање процеса "деалбанизације" албанских историјских личности у балканској историографији.
У постјугославским земљама са значајним албанским мањинама термин се користи у облику који упућује на етничку увреду шиптар, дешиптаризација, као националистички слоган усмерен против албанских заједница. Фанови ФК Вардара, једног од највећих клубова у Северној Македонији, често су постављали транспарент позивајући на дешиптаризацију током фудбалских утакмица клуба. У 2017. години сличан инцидент праћен је нападом на албанску омладину која је шетала испред стадиона.